# Annamitisches Streifenkaninchen
Das Annamitische Streifenkaninchen (Nesolagus timminsi) wurde erst im Jahr 2000 erstmals wissenschaftlich beschrieben. Teile dieses Tieres fand man auf einem Lebensmittelmarkt in Laos, seither wurde es auch in Vietnam gesichtet.

## Merkmale
Das Annamitische Streifenkaninchen hat eine graue Grundfärbung. Mehrere dunkelbraune oder schwarze Streifen ziehen sich am Rücken, seitlich an den Flanken und im Gesicht entlang. Der Bauch ist weiß, der Schwanz rot gefärbt.
Das Annamitische Streifenkaninchen ähnelt dem Sumatra-Kaninchen (Nesolagus netscheri), die beiden Arten entwickelten sich aber seit rund acht Millionen Jahren getrennt voneinander.

## Verbreitung

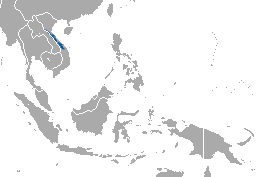
Verbreitungsgebiet des Annamitischen Streifenkaninchens

Das Annamitische Streifenkaninchen lebt in den feuchten, immergrünen Wäldern auf den seewärtigen Hängen des Truong-Son-Gebirges, auch Annamitische Kordillere genannt, wo es keine oder nur eine kurze Trockenperiode gibt. Meist wird es in Höhen unter 1000 Meter angetroffen. Nachgewiesen ist die Art vor allem im nördlichen Teil des Truong Son, erste Nachweise aus dem südlichen Teil des Gebirgszugs stammen aus dem Jahr 2021 anhand von Aufnahmen aus einer Kamerafalle.

## Lebensweise
Über die Lebensweise des Annamitischen Streifenkaninchens gibt es nur sehr wenige Informationen. Wie andere Hasen lebt es wahrscheinlich nachtaktiv vor allem am Boden und ernährt sich von Pflanzenmaterial.

## Systematik
Das Annamitische Streifenkaninchen wurde im Jahr 2000 von den russischen Zoologen Abramov, Tikhonov und Averianov als eigenständige Art wissenschaftlich beschrieben und den Streifenkaninchen (Nesolagus) als zweite Art neben dem Sumatra-Kaninchen (Nesolagus netscheri) zugeordnet. Der britische Zoologe Rob Timmins von der Wildlife Conservation Society fand drei Exemplare der Art auf einem Markt in Laos, nach ihm wurde die Art benannt.

## Status und Schutz
Da es einige Sichtungen auch in intensiv forstlich bewirtschafteten Gegenden, aber nicht aus Gebieten mit Kahlschlägen gibt, ist die wirtschaftliche Nutzung des Habitats wahrscheinlich nicht die größte Bedrohung der Art. Die hauptsächliche Bedrohung geht von der Bejagung mit Fallen aus. Die Schutzmaßnahmen in diesem Gebiet konzentrieren sich vorwiegend auf abgelegene höhere Gebiete. Die tieferen Regionen und Täler sind einer intensiven Bejagung, Kahlschlägen und dem Bergbau preisgegeben. Somit ist mit einem weiteren Rückgang der nur noch spärlich vorkommenden Art zu rechnen.

## Belege
1. ↑  An Nguyen, Andrew Tilker, Duy Le, Huong Van Le, Son Van Le, Truong Hong Luu, Bang Van Tran, Andreas Wilting: New records and southern range extension of the Annamite striped rabbit Nesolagus timminsi in Vietnam. Mammalia 85 (5), 2021. doi:10.1515/mammalia-2020-0189.
2. ↑  A. O. Averianov, A. V. Abramov, A. N. Tikhonov: A new species of Nesolagus (Lagomorpha, Leporidae) from Vietnam with osteological description. Contributions from the Zoological Institute, St. Petersburg 3, Seiten 1–24, 2000 (Erstbeschreibung).